# Пам'ятний знак морякам ескадри Чорноморського флоту
Пам'ятний знак морякам ескадри Чорноморського флоту — пам'ятний знак в Севастополі встановлений 8 травня 1979 року, напередодні 35-річчя відвоювання Севастополя на підпірній стіні набережної Приморського бульвару. Присвячений ескадрі Чорноморського флоту (командувач — контр-адмірал Владимирський Л. А.), що брала активну участь в роки радянсько-німецької війни в обороні Одеси, Севастополя, в боях за Керч і Новоросійськ. Автори — архітектори В. М. Артюхов і В. А. Савченко, скульптор В. Є. Суханов. Інженер — А. В. Володін.

## Опис
Пам'ятний знак являє собою архітектурну арку, в центрі якої триметрова лита бронзова плита з найменуваннями 28-ми бойових кораблів, які відзначилися в боях з німецько-фашистськими загарбниками в роки радянсько-німецької війни. У верхній частині плити дати: 1941 і 1944, над ними емблема, відлита з бронзи, з зображенням лінкора «Севастополь» на фоні Графської пристані і написом: «Героям ескадри». Ліворуч і праворуч від арки дві плити. На одній зображення гвардійського знака і найменування кораблів, удостоєних звання гвардійських, на іншій — зображення ордена Червоного Прапора і назви кораблів, удостоєних цієї нагороди.
Біля основи пам'ятника на полірованої гранітній плиті — контурне зображення Чорного моря з позначенням міст-героїв Одеси, Севастополя, Керчі та Новоросійська, в обороні яких брали участь кораблі ескадри. Ліворуч і праворуч поставлені якоря і зразки снарядів.

## Галерея

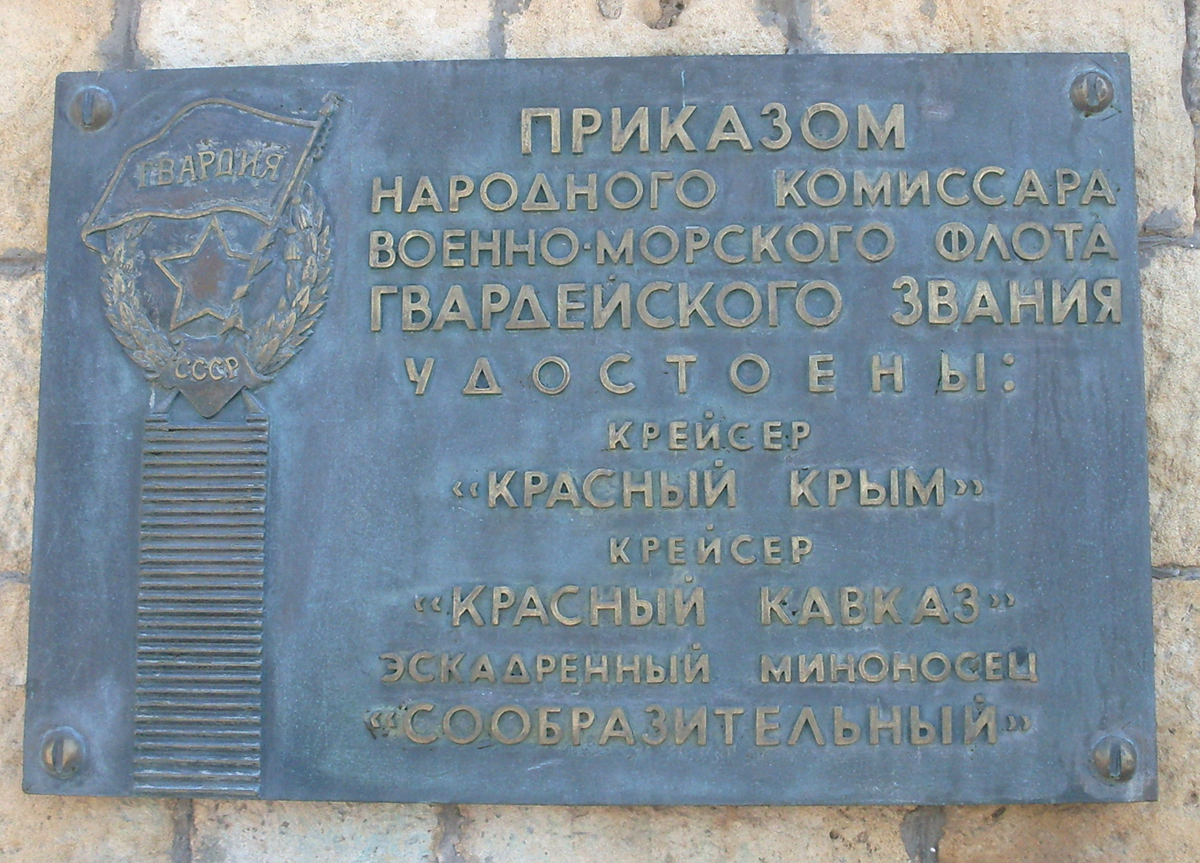
Пам'ятна плита ліворуч
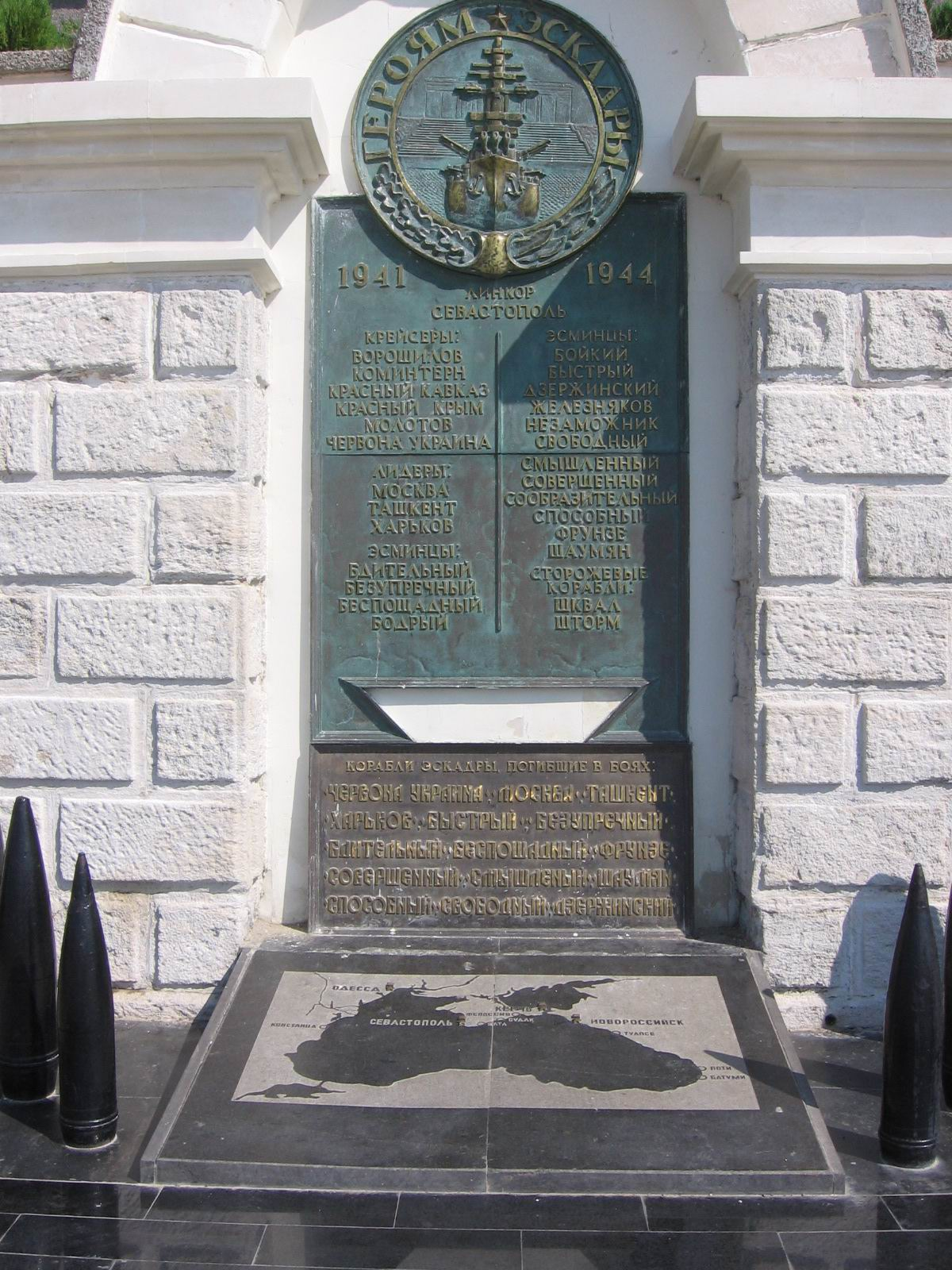
Центральна частина
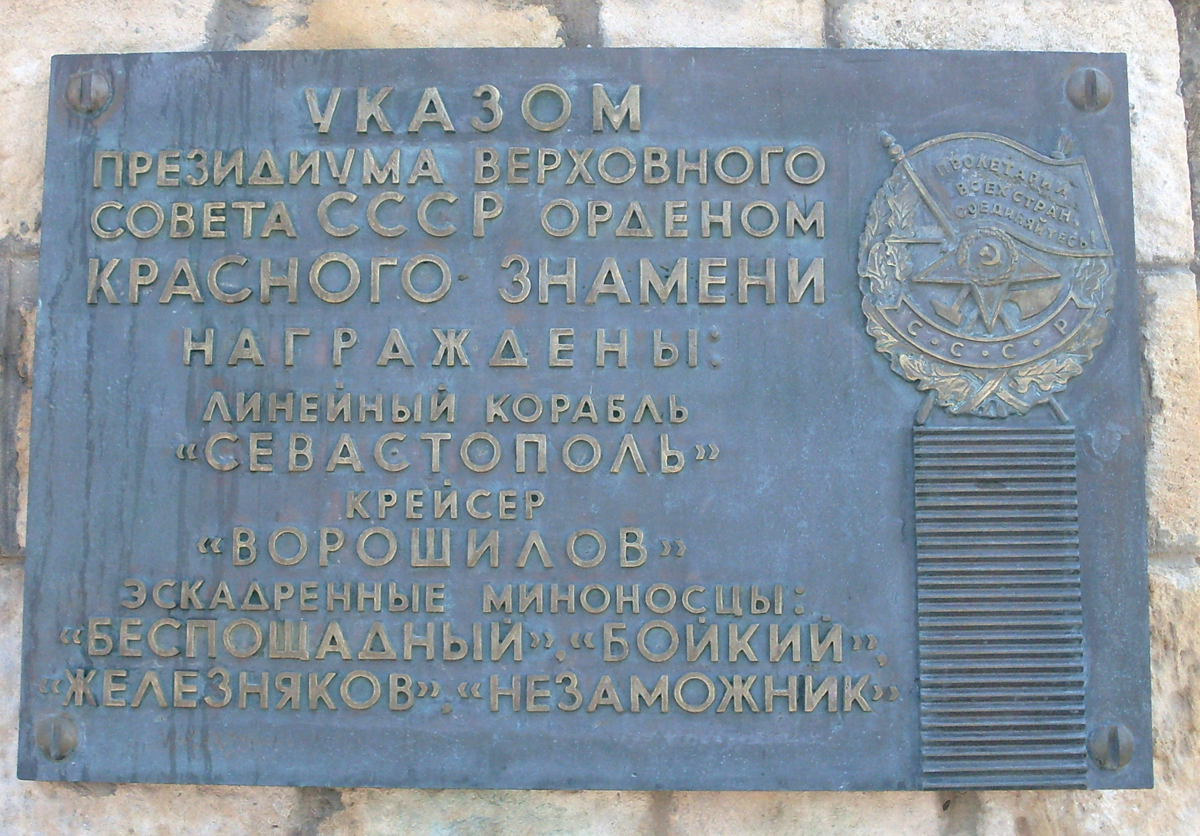
Пам'ятна плита праворуч
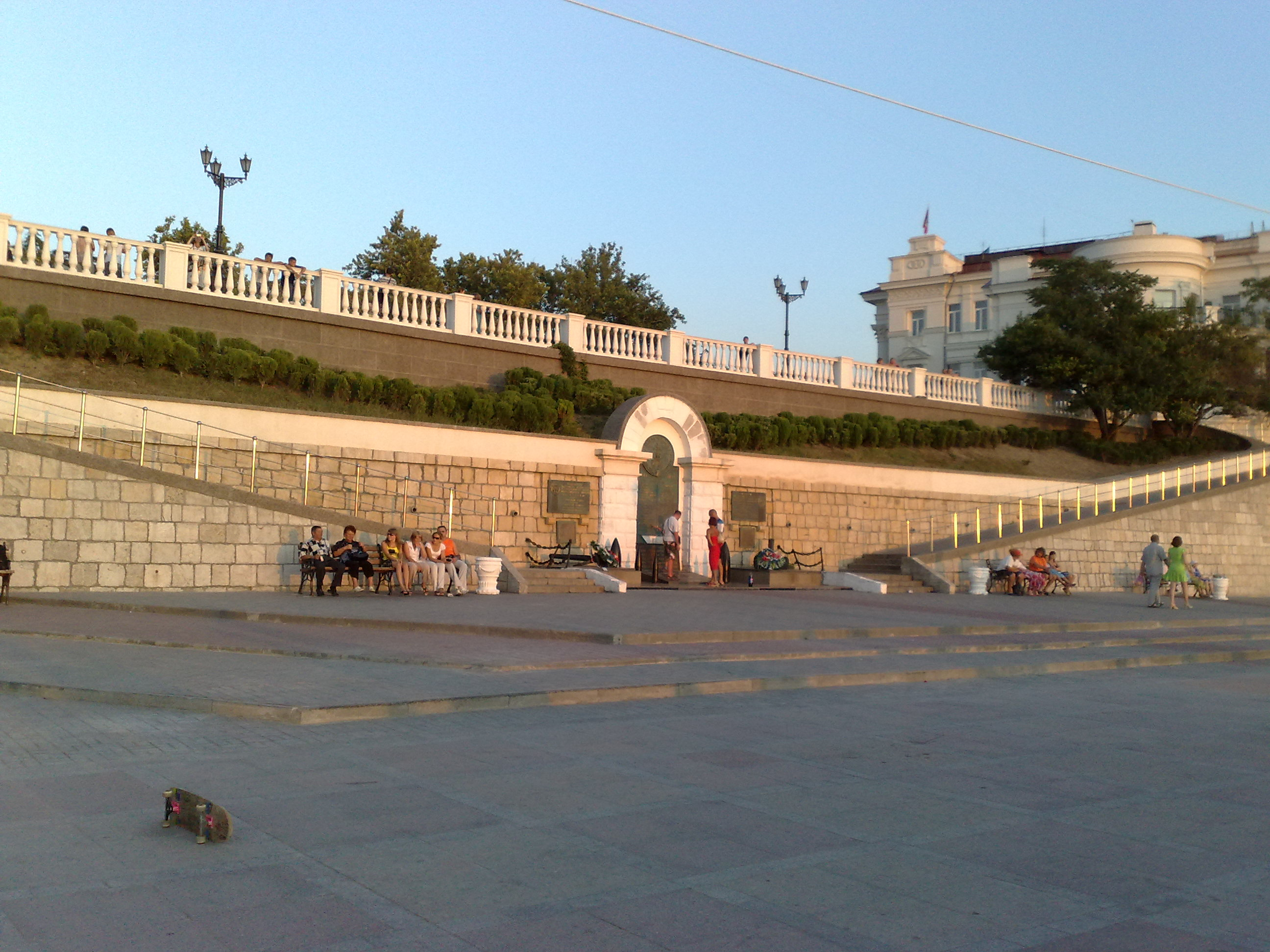
загальний вигляд